# Adolf Bestelmeyer
Adolf (Christoph Wilhelm) Bestelmeyer (21 décembre 1875 à Nuremberg, Royaume de Bavière - 21 novembre 1957 à Heidelberg, Allemagne) est un physicien expérimental allemand.

## Biographie
Bestelmeyer étudie les mathématiques et la physique à l'université technique de Berlin, à l'université technique de Munich et à l'université Louis-et-Maximilien de Munich. Après sa promotion, il travaille comme assistant en 1904 à l'université de Göttingen.
En 1906, Bestelmeyer est le premier à remettre en question la précision des mesures de Walter Kaufmann à propos de la dépendance de la vitesse à la masse électromagnétique. Il est le premier à utiliser un filtre de vélocité (de) lors de ses expériences sur les rayons cathodiques, méthode qui sera également utilisée par Alfred Bucherer. Alors que Bucherer voit ses résultats comme une confirmation de la relativité restreinte, Bestelmeyer critiquent ses méthodes. Cela prit plusieurs années avant que leurs disputes ne se résorbent face aux résultats expérimentaux qui seront publiés et qui confirmeront les prédictions de la relativité restreinte.
Pendant la Première Guerre mondiale (1914-1918), il participe activement à la mise au point de torpilles. En 1917, Bestelmeyer met au point un détonateur magnétique pour les torpilles. En récompense de ses efforts, il recevra la croix de fer de 1re classe (mais cet appareil ne fut jamais testé, la guerre tirant à sa fin),.
De 1917 à 1921, Bestelmeyer est professeur de physique à l'Université de Greifswald. Par la suite, il sert comme superviseur de laboratoire jusqu'à la fin de la Seconde Guerre mondiale pour le compte de différentes sociétés allemandes (comme Askania), surtout dans le domaine de la fabrication de torpilles,.